# ボルキア家
ボルキア家 (ボルキアけ、マレー語:keluarga Bolkiah)は、東南アジアのボルネオ島（カリマンタン島）北部に位置する立憲君主制国家であるブルネイ・ダルサラーム国 (通称:ブルネイ) の王家及び王朝であり、ブルネイ国内に絶大な権力と資産を有している。

## 歴史
ボルキア家は1984年にブルネイがイギリスから独立して以来、独立国家のスルタン(国王)として即位したはハサナル・ボルキアの1 人だけであるが、ボルキア家の起源は14世紀まで遡ることができる。伝承によるとボルキア家は1363年または1368年に中東に位置していた国家ズィヤード朝タリムにて家祖ムハンマド・シャーによって創設された。

## 王室構成員
- ハサナル・ボルキア国王(首相・国防大臣・財務大臣・外務大臣を兼務))とペンギラン・アナク・サレハ王妃
- ムタ＝ワキラ・ボルキア王女
- アルムタデー・ビラ王太子とサラ王太子妃

・アブドゥル・ムンタキム王子、ムニーラ・マドゥル王女王女、ムハンマド・アイマン王子、ファティマ王女
- マジーダ・ボルキア王女
- ハフィーザ・ボルキア王女
- アブドゥル アジム王子(2020年10月24日没)
- アブドゥル・マリク王子
- アゼマ・ニマトゥル・ボルキア王女
- ファジラ・ルバブール・ボルキア王女
- アブドゥル・マティーン王子
- アブドゥル・ワキール王子
- アブドゥル・ワキール王子